# Кэмпбелл, Джордж (американский футболист)
Джордж Хэмптон Кэмпбелл (англ. George Hampton Campbell; 22 июня 2001, Честер, Пенсильвания, США) — американский футболист, центральный защитник клуба «Вест Бромвич Альбион» и сборной США.

## Карьера
Кэмпбелл родился в Честере, штат Пенсильвания, и в детстве тренировался в команде «Нитер Юнайтед», после чего его семья переехала в Атланту. Играл в команде «Джорджия Юнайтед», а затем присоединился к молодёжной академии клуба «Атланта Юнайтед». 9 марта 2019 года Кэмпбелл дебютировал на профессиональном уровне за «Атланту Юнайтед 2», резервную команду «Атланты Юнайтед» в Чемпионшипе ЮСЛ, в матче против «Хартфорд Атлетик». 25 сентября в матче «Атланты Юнайтед 2» против «Инди Илевен» забил свой первый гол в профессиональной карьере.
9 июля 2019 года Кэмпбелл подписал контракт с первой командой «Атланты Юнайтед» по правилу доморощенного игрока, вступивший в силу с 1 января 2020 года. В MLS дебютировал 7 марта в матче против «Цинциннати», выйдя на замену на 44-й минуте вместо Лоренса Уайка. 10 сентября 2021 года в матче против «Орландо Сити» забил свой первый гол в MLS.
13 декабря 2022 года Кэмпбелл был продан в «Клёб де Фут Монреаль» за $400 тыс. в общих распределительных средствах в сезоне 2023, $200 тыс. в общих распределительных средствах в сезоне 2024, а также условных до $300 тыс. в общих распределительных средствах.